# Jean Suffren
Pour les articles homonymes, voir Suffren.
Jean Suffren est un religieux jésuite né à Salon-de-Provence le 30 novembre 1571 et mort à Flessingue le 15 septembre 1641. Il est un des fondateurs de la Compagnie du Saint-Sacrement.

## Biographie
Jean Suffren entre dans la Compagnie de Jésus en 1586 et prononce ses vœux définitifs en 1603. Il enseigne d'abord la philosophie à Dole puis la théologie à Avignon.
À partir du début du XVIIe siècle, il se consacre essentiellement à la prédication, d'abord à Rouen (pour les Carêmes 1610 et 1611 devant le cardinal de Joyeuse) puis à Paris, notamment grâce au soutien de l'archevêque. En 1615, il est nommé prédicateur ordinaire de l'église Saint-Germain-l'Auxerrois.
Cette même année, il est nommé confesseur et prédicateur ordinaire de la reine mère Marie de Médicis et le demeure pendant vingt-six ans. Ayant la confiance de tous, il sert d'intermédiaire dans les négociations entre Marie et la cour, après son départ de la cour. Sur l'ordre du roi, il l'accompagne aux Pays-Bas et en Angleterre. Il meurt au cours de ce périple.
À partir de la fin de l'année 1613 ou du début de 1614, il fréquente l'abbaye de Port-Royal des Champs, qu'Angélique Arnauld vient de réformer et dont il devient confesseur. Il demeure en contact très proche avec l'abbaye et les mères Angélique et Agnès Arnauld jusqu'à ce que les oratoriens y prennent une plus grande place, en 1626. Il devient confesseur du roi Louis XIII fin 1625 en remplacement de Gaspard de Seguiran.

## Œuvres
- Le Victorieux et triomphant combat de Gédéon, représenté à Paris au jour de la Passion du fils de Dieun en l'an 1612, en l'église de Saint-Séverin, en présence de la sérénissime royne Marguerite, Bordeaux, 1616
- Sermons rares et pleins de doctrine, Paris, 1622
- Testament du patriarche Jacob, Paris, 1623
- L'Entrée victorieuse du roy en la ville de La Rochelle et le sermon du P. Souffrant, La Flèche, 1628
- Oraison à Dieu faite par le R.P. Souffrant, lorsqu'on est allé à l'isle de Rey, Paris, s.d.
- Véritable récit de ce qui s'est passé en la maladie du roy à la ville de Lyon, Lyon, 1630
- L'année chrestienne ou le saint et profictable employ du temps pour gagner l'éternité, Paris, 1640-1641
- Advis et exercices spirituels, s.l., 1642
- Pratiques et exercices de dévotion pour bien employer les festes solennelles et autres saincts jours de l'année, Paris, 1645

## Sources
- J. Lesaulnier et A. McKenna, Dictionnaire de Port-Royal, Paris : H. Champion, 2004, p. 954.
- Notices d'autorité :   - VIAF
  - ISNI
  - BnF (données)
  - GND
  - Tchéquie
- Ressource relative à la religion :   - Dictionnaire de spiritualité